# Vox Blenii
Vox Blenii («Stimme Blenios») ist ein Volksmusikensemble aus dem Bleniotal im schweizerischen Kanton Tessin.

## Gruppe
Die Gruppe wurde 1983 von ein paar Freunden gegründet, die sich für die lokale traditionelle Volksmusik, ihre Herkunft und Geschichte interessierten. 
Im Gegensatz zu anderen Volksmusikensembles spielt Vox Blenii nicht in erster Linie bestehende Volkslieder. In aufwändiger Recherchierarbeit spürt Vox Blenii Volksliedern nach, die nirgends aufgeschrieben waren und dem Vergessen anheimzufallen drohten. In abgelegenen Dörfern und Altenheimen besuchten Vox Blenii alte Menschen und liessen sich von ihnen alte Lieder vorsingen und Texte aufsagen. Manche Lieder entstanden als Stückwerk: Hier wusste eine alte Frau eine Strophe, dort erinnerte sich ein alter Mann an die Melodie. So konnten nach und nach zahlreiche Lieder wieder hergestellt werden. Sie wurden aufgeschrieben und mit Instrumenten jener Zeit neu arrangiert. Dazu war es nötig, zu den Bewahrern der mündlichen Überlieferung eine Vertrauensbeziehung aufzubauen, um so eine möglichst natürliche Interpretation der Lieder und Texte zu erhalten. 
Auf diese Weise wurden zahlreiche Lieder aus der Zeit zwischen 1800 und der ersten Hälfte des 19. Jahrhunderts in verschiedenen Versionen und Abwandlungen gesammelt, vor dem Vergessen gerettet und zu neuem Leben erweckt.
1984 gründeten Vox Blenii das Festival «Tre giorni di musica popolare» (Drei Tage Volksmusik), welches jeweils im Oktober im Bleniotal stattfindet. Dazu werden Musiker aus dem In- und Ausland eingeladen.

## Lieder
Die gefühlvollen Lieder berichten vom harten Alltagsleben in den Bergtälern, von Tod, Leidenschaft und unglücklicher Liebe, von Schmugglern und Soldaten, von jungen Mädchen, die von strengen Vätern ins Kloster gesteckt werden, auch von Auswanderung und politischen Auseinandersetzungen. Auch anzügliche Texte sind darunter; unter dem Deckmantel von Alltagsgeschichten und -gegenständen konnte so manches umschrieben werden, das zu erwähnen die Sitten sonst nicht erlaubt hätten.
Auf dem neuesten Album sind Aufnahmen von alten Menschen zu hören, die ihre Version eines Liedes vorsingen und darauf die ‚wiederbelebte’ Version der Vox Blenii.

## Besetzung
- Luisa Poggi: Gesang und Perkussion
- Remo Gandolfi: Violine, Mandoline und Gesang
- Aurelio Beretta: Handharmonika und Gesang
- Gianni Guidicelli: Gitarre und Gesang
- Francesco Toschini: Kontrabass und Gesang

## Diskografie
- I fioo e r'amur 1988
- L'umetin 1991
- A dieci ore... 1994
- Polenta gialda 1997
- Lavura ti pour'om 2000
- Evviva chi g'ha i debiti 2006

- E la mi manda 2014